# Soledad de Graciano Sánchez
Soledad de Graciano Sánchez è una municipalità dello stato di San Luis Potosí, nel Messico centrale,  il cui capoluogo è la omonima località.
Conta 255.015 abitanti (2010) e ha una estensione di 304,86 km².